# チェスター競馬場
チェスター競馬場（チェスターけいばじょう、Chester Racecourse）はイングランド北西部の都市チェスターにある競馬場。「Roodee（ルーディー）」の通称でも知られている。1539年に競馬の競走が行われたことが記録されており、2008年現在イギリスにおいて稼働している競馬場としては最古のものである。

## 概要

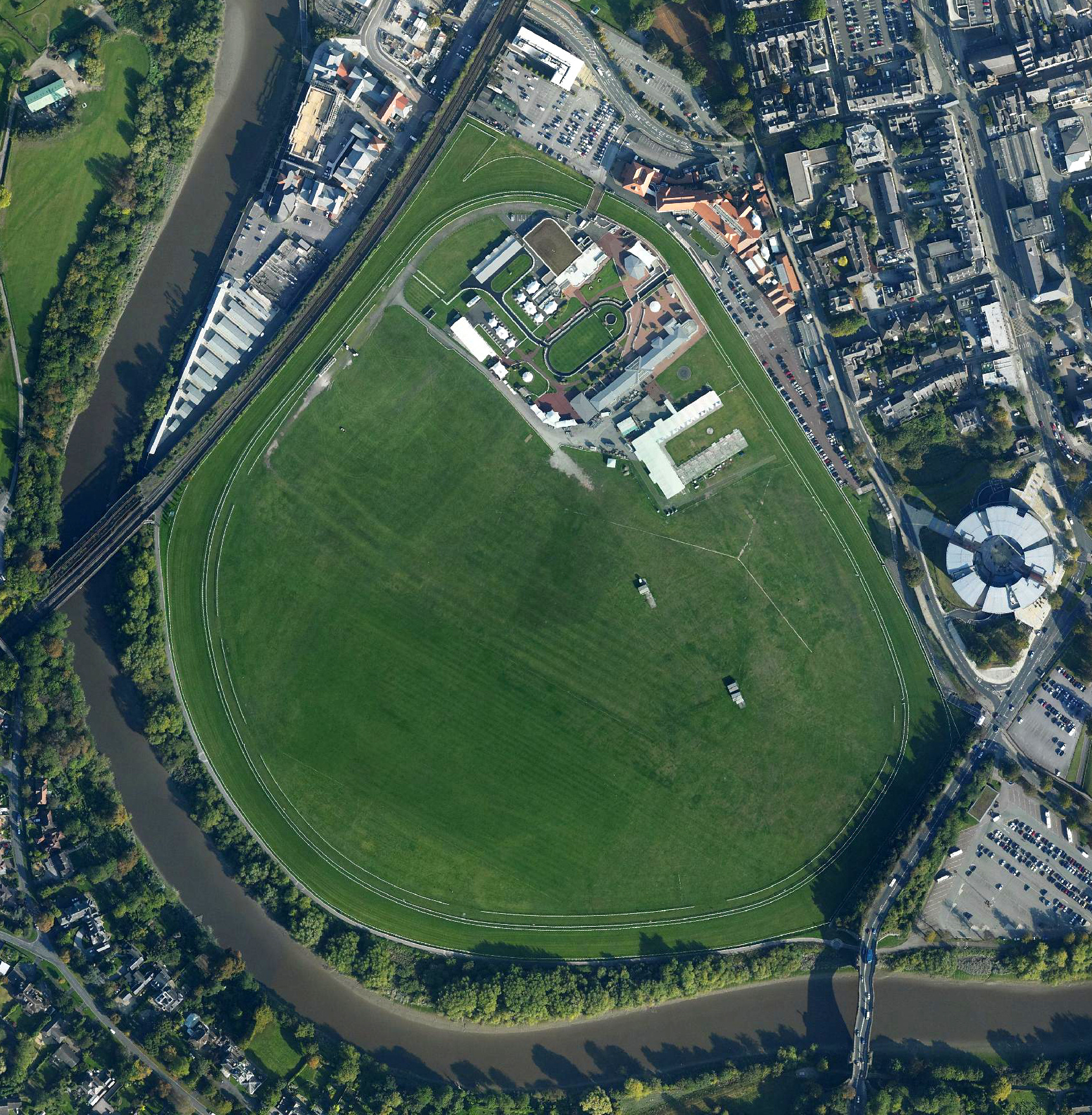
チェスター競馬場空撮

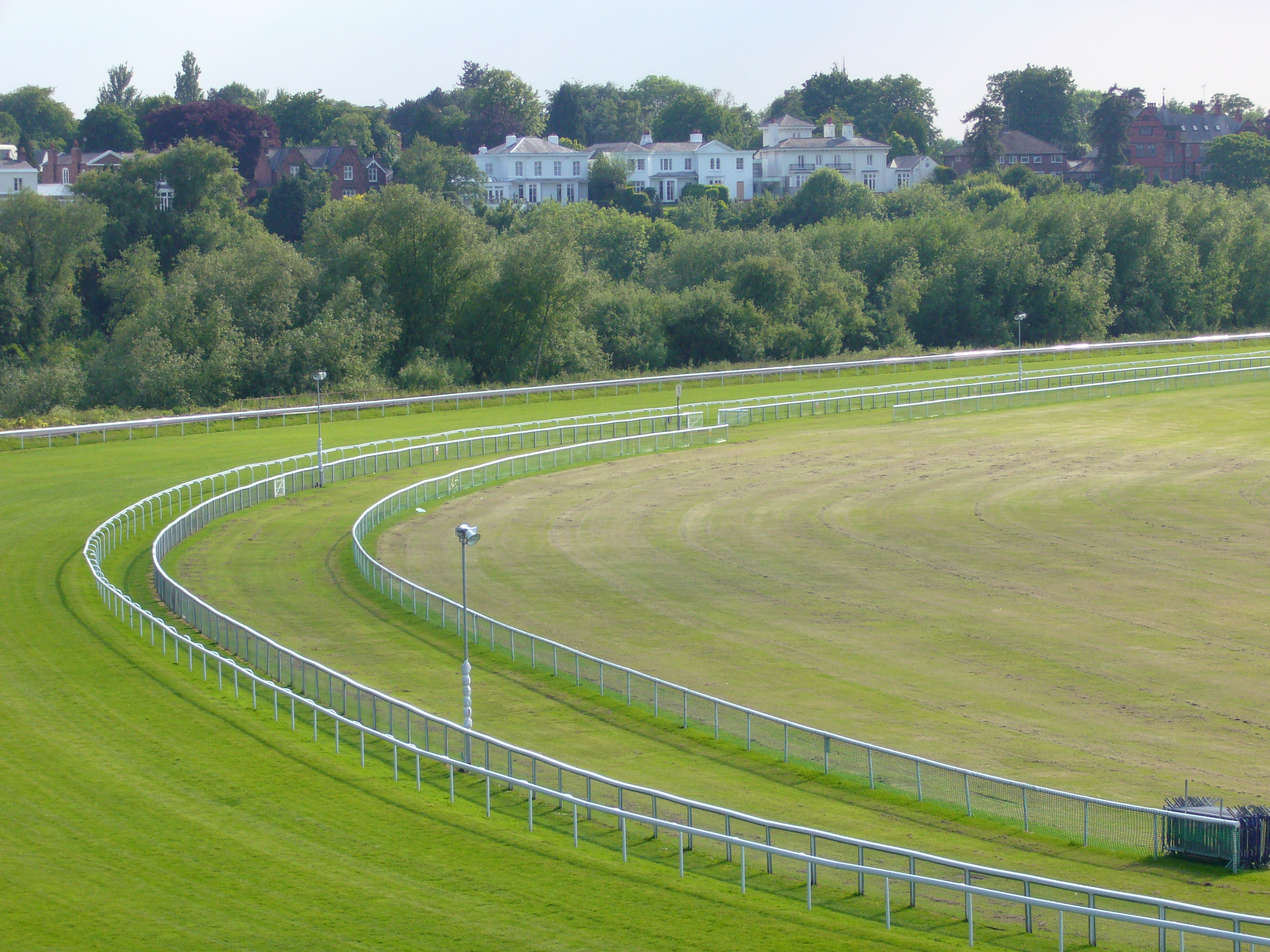
バックストレッチ越しに、川向こうの住宅地を望む

チェスターの街を流れるディー川の湾曲した川沿いに建てられた、面積65エーカー（約26万平方メートル）の競馬場である。三方を川に囲まれ、北西にチェスターの市街地と面した立地にあり、競馬場の北西にはノース・ウェールズ・コースト線が通っている。最も近い鉄道駅は、市街地を挟んで北西のチェスター駅。また、競馬場の南東にはイギリス指定建造物に指定されたグローヴナー橋が架かっている。
コースは平地・芝コースのみ。全長1マイル（約1609メートル）で左回り、直線が239ヤード（約218メートル）。バックストレッチは川の形に添って曲線になっている。
チェスターの競走は、例年5月から9月に開催される。5月上旬に開催される「メイ・フェスティバル」の期間が最もにぎわい、グループ競走も開催されている。競馬以外にも、ポロの会場としても使われている。

## 歴史
この場所は古代ローマ時代から暗黒時代にかけて港湾として使われていたが、シルトの堆積によって港湾機能を失ったその跡地である。コースの東側には、古代ローマ時代の城壁跡が隣接しており、その上からコースを見下ろすことができる。
伝説によれば、この地には「処刑」された聖母マリア像が埋葬されているという。このマリア像は雷の衝撃で倒れ、祈りを捧げていたトラウストという女性を圧死させたという。これによりマリア像が罪に問われ、12人の陪審員の採決によって有罪を宣告されたという。この伝説が本当であれば、陪審員による裁判が初めて行われた事例になるといわれている。この堆積地には、伝説に基づいてrood（ルード、イエスの磔の十字架）の形の盛り土がなされていたことから、のちに競馬場の通称ともなる「Roodee」の名が付けられた。
競馬場開設以前には、ここは古式フットボールの場として使われていた。しかし、1533年のGoteddsday（パンケーキ・デイ）に行われた試合が流血沙汰になったことから、チェスター市はフットボールを禁止し、1539年に同地を競馬の場と改めた。記録に残る最古の競走は、1539年2月9日に行われたもので、チェスターの市長であったヘンリー・ギーの承認のもとで開催された。幼児語の「お馬さん」を意味する「gee-gee」という言葉は、この市長の名に由来するという。1609年まではGoteddsday（パンケーキ・デイ）の開催で、その後に聖ジョージの日にも開催されるようになった。
競走の勝者には、当初は馬の頭絡で鐘を飾り付けた「チェスター・ベル」が贈られ、後の1744年より純金製の「グローヴナー金杯」が贈られるようになった（のちに銀杯となる）。
1745年には開催日数が4日に拡大され、各日1競走が行われていた。 1766年より5月に「メイ・フェスティバル」が開催されるようになり、1824年に創設されたトレードマンズカップ（現在のチェスターカップ）はメイ・フェスティバルの目玉競走となった。
当初はレースコースだけだった競馬場にグランドスタンドが建造されたのは、1817年になってからであった。1897年までは入場料を徴取していなかった。のちの1899年-1900年にグランドスタンドが改築されたが、1985年に放火により一度焼失している。

## 主な競走
主要な競走はメイ・フェスティバルの期間中に行われるものがほとんどである。チェスターで最大の競走は1824年から続くチェスターカップだが、ハンデキャップ競走のため格付けを持っていない。3歳競走のチェスターヴェースはダービーステークスと施行距離が近しいことから、ダービーへのステップレースとして使われている。
グループ競走（2018年）
ハクスレイステークス（G2・4歳上）
チェスターヴェース（G3・3歳）
オーモンドステークス（G3・4歳上）
その他の主要競走（2018年）
チェスターカップ（ハンデ・4歳上）
チェーシャーオークス（LR・3歳牝馬）
ディーステークス（LR・3歳）